# 扎達爾主教座堂
扎達爾主教座堂正式名称聖阿納斯塔西亞主教座堂（英語：Cathedral of St. Anastasia）是位於克羅埃西亞城市扎達爾的一座羅馬天主教的教堂。這座教堂也是天主教扎達爾總教區的主教座堂，並且是達爾馬提亞地區最大的教堂。現在扎達爾主教座堂被列入聯合國教科文組織的世界文化遺產暫定名單之中。

## 图集

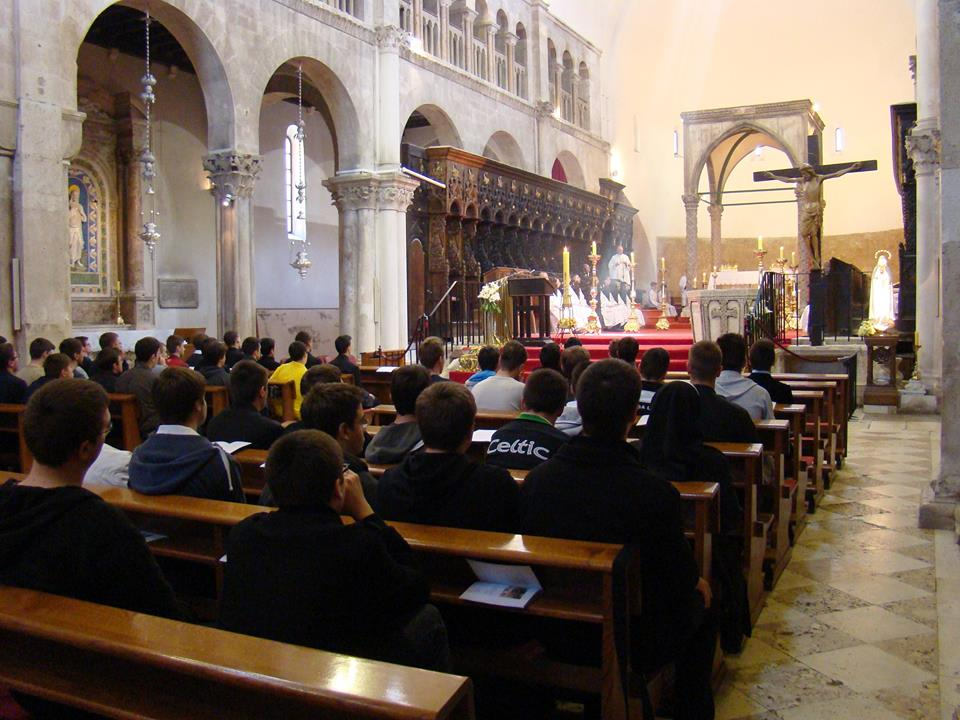
内部
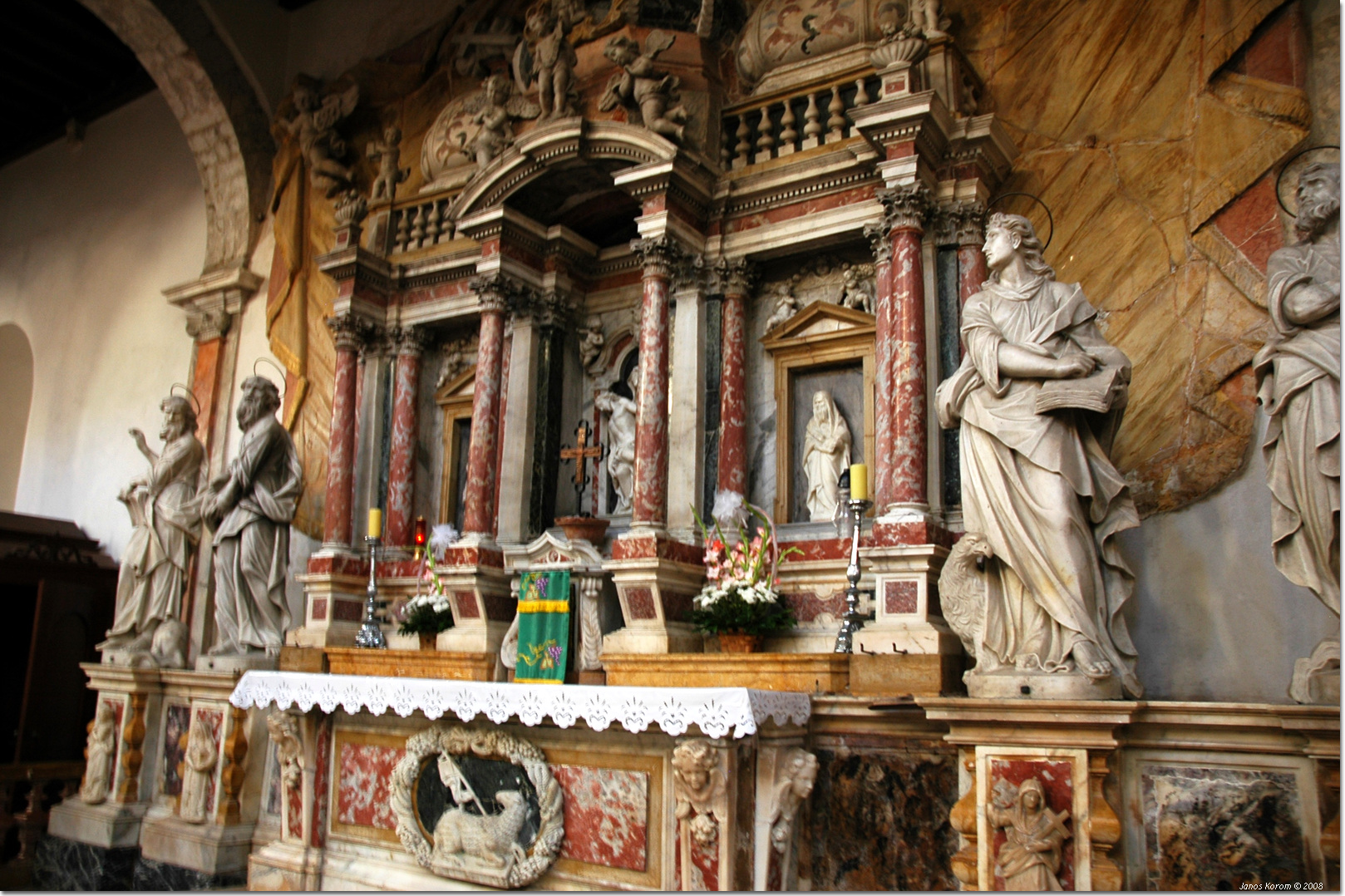
祭坛
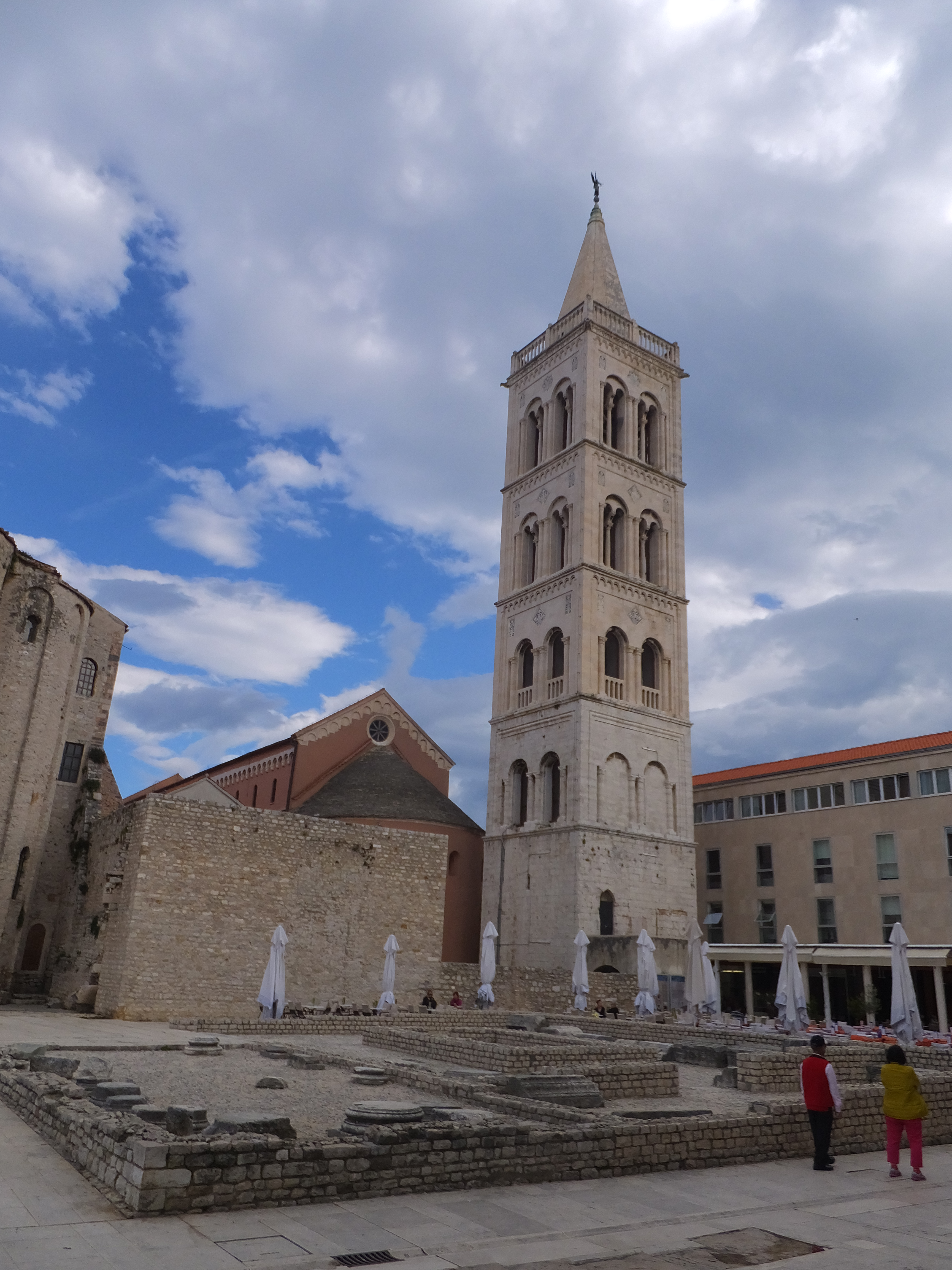
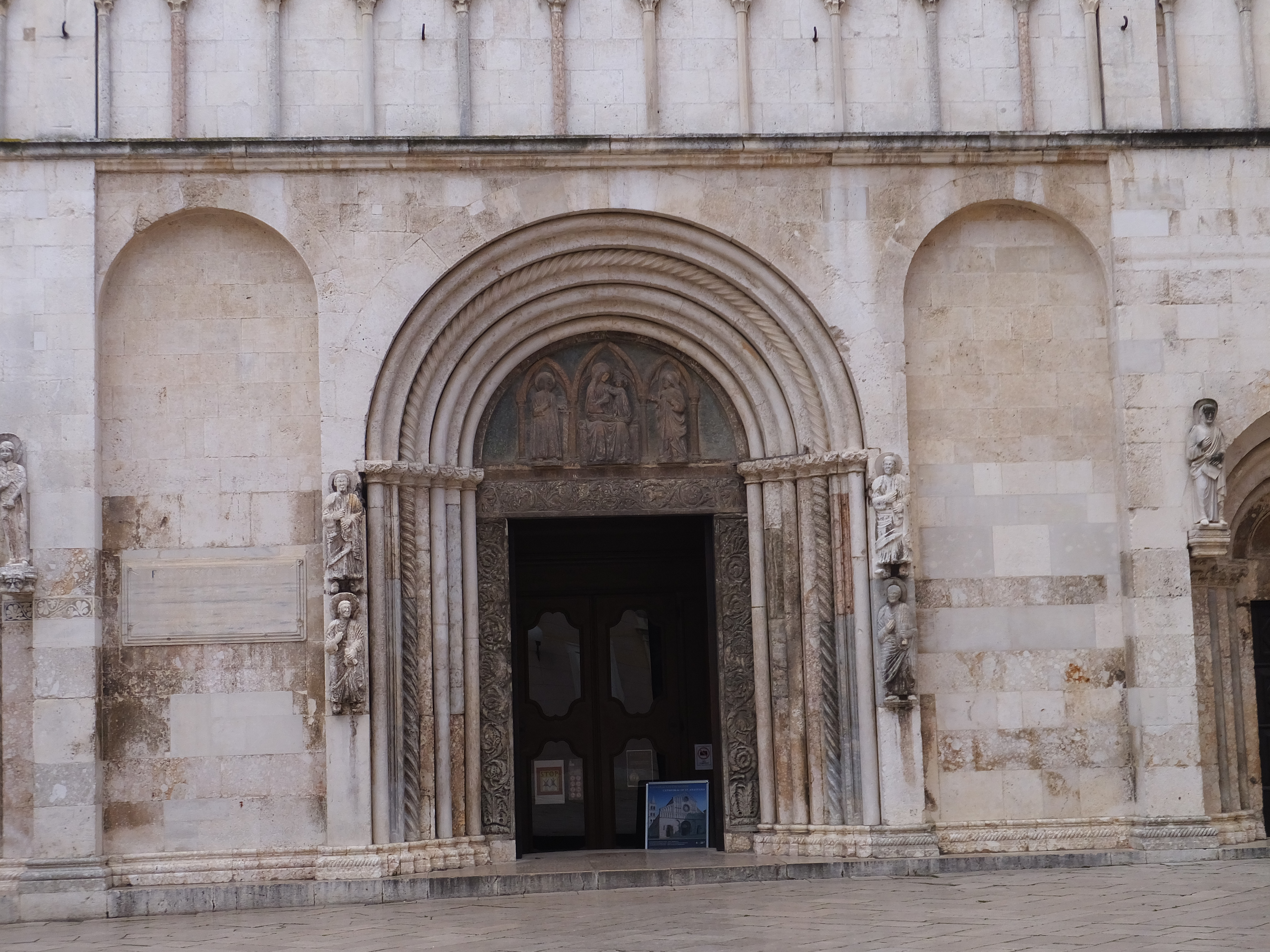